# Кук, Оливия
Оли́вия Кейт Кук (англ. Olivia Kate Cooke, род. 27 декабря 1993 года, Большой Манчестер, Англия, Великобритания) — британская актриса. Получила известность благодаря роли Эммы Декоди, в телесериале канала A&E, «Мотель Бейтс» (2013—2017). Также известна по ролям в фильмах: «Уиджи: Доска Дьявола» (2014), «Голем» (2016), «Первому игроку приготовиться» (2018) и «Звук металла» (2019), а также в сериале «Дом Дракона» (2022).

## Биография
Оливия Кук родилась 27 декабря 1993 года в городе Олдем, Большой Манчестер, в семье Джона (офицер полиции в отставке) и Линдси (в девичестве — Вильд) Кук. У неё есть младшая сестра Элеонора. Когда она была маленькая, её родители развелись, и она вместе с сестрой осталась жить с матерью. В раннем возрасте занималась балетом и гимнастикой.
Перед тем как принять участие в съёмках телесериала «Мотель Бейтс» (2013—2017), актриса сыграла одну из главных ролей в британских сериалах «Отключка» и «Тайна Крикли Холла». Далее последовали роли в фильмах ужасов таких как: «Эксперимент: Зло» (2014), «Уиджи: Доска Дьявола» (2014) и «Голем» (2016).
29 марта 2018 года в прокат вышел научно-фантастический, приключенческий фильм режиссёра Стивена Спилберга, «Первому игроку приготовиться» (2018), который является экранизацией одноимённого романа Эрнеста Клайна. Оливия Кук сыграла в нём одну из главных ролей.
Кук также снялась в драматическом фильме «Звук металла» вместе с Ризом Ахмедом. Премьера фильма состоялась 6 сентября 2019 года на Международном кинофестивале в Торонто в 2019 году, а 20 ноября 2020 года состоялся кинотеатральный прокат.
В 2022 году вышел фэнтезийный сериал «Дом Дракона», в котором актриса Оливия Кук сыграла королеву Вестероса Алисенту Хайтауэр (в зрелом возрасте).

## Личная жизнь
Актриса живёт в Лондоне. В 2014 году Кук поддержала кампанию «Save the Children», появившись в рекламе «Bulgari».
Ранее встречалась с актёром Алексом Роу. С 2015 года встречается с актёром Кристофером Эбботтом. Вскоре пара рассталась. В 2020 году Оливия встречалась с коллегой по фильму «Pixie» Беном Харди .

## Фильмография
| Год       |     | Русское название             | Оригинальное название       | Роль                      |
| --------- | --- | ---------------------------- | --------------------------- | ------------------------- |
| 2012      | мтф | Отключка                     | Blackout                    | Мег Демойс                |
| 2012      | мтф | Тайна Крикли Холла           | The Secret of Crickley Hall | Нэнси Линнет              |
| 2013—2017 | с   | Мотель Бейтс                 | Bates Motel                 | Эмма Декоди               |
| 2014      | кор | Кожа Руби                    | Ruby’s Skin                 | Руби                      |
| 2014      | ф   | Эксперимент: Зло             | The Quiet Ones              | Джейн Харпер / Иви Двайер |
| 2014      | ф   | Сигнал                       | The Signal                  | Хейли Петерсон            |
| 2014      | ф   | Уиджи: Доска Дьявола         | Ouija                       | Элен Моррис               |
| 2015      | ф   | Я, Эрл и умирающая девушка   | Me & Earl & The Dying Girl  | Рэйчел Кушнер             |
| 2015      | мс  | Коп с топором                | Axe Cop                     | Лох-несское чудовище      |
| 2016      | ф   | Голем                        | The Limehouse Golem         | Элизабет Кри              |
| 2016      | ф   | Кэти уезжает                 | Katie Says Goodbye          | Кэти                      |
| 2017      | ф   | Чистокровные                 | Thoroughbreds               | Аманда                    |
| 2018      | ф   | Первому игроку приготовиться | Ready Player One            | Саманта Кук / Art3mis     |
| 2018      | кор | Следуйте за розами           | Follow the Roses            | Энджи                     |
| 2018      | ф   | Сама жизнь                   | Life Itself                 | Дилан Демпси              |
| 2018      | с   | Ярмарка тщеславия            | Vanity Fair                 | Бекки Шарп                |
| 2019      | ф   | Звук металла                 | Sound of Metal              | Лу Бергер                 |
| 2019      | с   | Современная любовь           | Modern Love                 | Карла                     |
| 2020      | ф   | Пикси                        | Pixie                       | Пикси О'Брайен            |
| 2021      | ф   | Маленькая рыбка              | Little Fish                 | Эмма                      |
| 2022      | мф  | Пламенное сердце             | Fireheart                   | Джорджия Нолан            |
| 2022      | с   | Медленные лошади             | Slow Horses                 | Сид Бейкер                |
| 2022      | с   | Дом Дракона                  | House of the Dragon         | Алисента Хайтауэр         |
| 2023      | ф   | Хорошая мать                 | The Good Mother             | Пейдж                     |
|           | ф   | Визит                        | Visitation                  |                           |
|           | ф   | Швейцария                    | Switzerland                 |                           |

## Награды и номинации
Полный список наград и номинаций на сайте IMDb.com.
| Год  | Награда                                     | Категория                                  | Работа                       | Результат |
| ---- | ------------------------------------------- | ------------------------------------------ | ---------------------------- | --------- |
| 2014 | Eerie Horror Film Festival Awards           | Лучшая актриса                             | Кожа Руби                    | Победа    |
| 2014 | Screen International                        | UK Stars of Tomorrow                       | н/д                          | Победа    |
| 2015 | Fangoria Chainsaw Awards                    | Лучшая актриса                             | Эксперимент: Зло             | 3-е место |
| 2015 | Общество Кинокритиков Сан-Диего             | Лучшая актриса                             | Я, Эрл и умирающая девушка   | Номинация |
| 2015 | Women’s Image Network Awards                | Лучшая актриса — Кинофильм                 | Я, Эрл и умирающая девушка   | Номинация |
| 2015 | Online Film & Television Association Awards | Лучший прорыв (женщина)                    | Я, Эрл и умирающая девушка   | Номинация |
| 2016 | Империя                                     | Лучшая новая актриса                       | Я, Эрл и умирающая девушка   | Номинация |
| 2017 | Manchester Film Festival                    | Лучшая актриса                             | Кэти уезжает                 | Победа    |
| 2017 | Newport Beach Film Festival                 | Лучшая актриса                             | Кэти уезжает                 | Победа    |
| 2018 | MTV Movie & TV Awards                       | Лучший поцелуй (совместно с Тай Шериданом) | Первому игроку приготовиться | Номинация |
| 2018 | MTV Movie & TV Awards                       | Лучшая экранная команда                    | Первому игроку приготовиться | Номинация |
| 2018 | Teen Choice Awards                          | Выбор (актриса)                            | Первому игроку приготовиться | Номинация |
| 2018 | Teen Choice Awards                          | Выбор (звезда)                             | Первому игроку приготовиться | Номинация |
| 2020 | San Diego Film Critics Society              | Лучшая актриса второго плана               | Звук металла                 | Номинация |